# Neastacilla tristanica
Neastacilla tristanica là một loài chân đều trong họ Arcturidae. Loài này được Sivertsen & Holthuis miêu tả khoa học năm 1980.